# 潢川県
潢川県（こうせん-けん）は中華人民共和国河南省信陽市に位置する県。

## 行政区画
- 街道:春申街道、定城街道、弋陽街道、老城街道
- 鎮:双柳樹鎮、傘陂鎮、卜塔集鎮、仁和鎮、付店鎮、踅孜鎮、桃林鋪鎮、黄寺崗鎮、江家集鎮、魏崗鎮
- 郷:伝流店郷、張集郷、来竜郷、隆古郷、談店郷、上油崗郷、白店郷